# Бадугенна
Бадугенна — богиня германської міфології. Бадугенна згадується лише в «Анналах» Тацита, де він описує, що їй був присвячений священний гай у стародавній Фризії, де 28 року нашої ери було вбито 900 римських солдатів. Дослідники проаналізували ім'я богині та пов'язали її з німецькими Матронами.

## Етимологія
Перший елемент імені богині, Badu-, може бути спорідненим з протогерманським *badwa- означає «битва». Другий елемент імені -henna подібний до -henae, що зустрічається в іменах матрон— германських богинь, широко засвідчених з І по V століття нашої ери на вотивних каменях та вівтарях. Рудольф Сімек стверджує, що етимологія імені богині передбачає, що богиня асоціюється з війною, і Сімек вказує, що священні гаї зазвичай асоціюються з германськими народами.

## Свідчення
Бадухенна засвідчена виключно в книзі 4, розділі 73 «Анналів» Тацита. У розділах 73 і 74 «Анналів» Тацит описує поразку римської армії в стародавній Фризії:
| Оригінальний латинський текст (I століття н. е.): mox compertum a transfugis nongentos Romanorum apud lucum quem Baduhennae vocant pugna in posterum extracta confectos, et aliam quadringentorum manum occupata Cruptoricis quondam stipendiarî villa, postquam proditio metuebatur, mutuis ictibus procubuisse. 74. Clarum inde inter Germanos Frisium nomen, dissimultane Tiberio damna, ne cui bella permitteret. | Незабаром після цього від дезертирів стало відомо, що дев'ятсот римлян було порубано на шматки в лісі під назвою Бадугенна, після того, як бій продовжився до наступного дня, і що інший загін з чотирьохсот чоловік, який захопив віллу якогось Крупторікса, колись солдата нашої армії, побоюючись зради, загинув у взаємній різанині. 74. Таким чином фризьке ім'я стало відомим у Німеччині, і Тіберій тримав наші втрати в таємниці, не бажаючи нікому довіряти війну. |  |